# Estudios Chamartín
Los Estudios Cinematográficos Chamartín (inaugurados el 17 de abril de 1941 en Madrid, España) fueron un complejo cinematográfico diseñado por Rafael Bergamín. Acabaron formando parte de los estudios de RTVE desde 1984 hasta 2009 bajo el nombre de Estudios Buñuel, antes Estudios Bronston. En la actualidad han sido derruidos y sustituidos por un complejo de viviendas.

## Construcción y derribo
Empezaron a construirse en 1935 bajo la dirección del arquitecto racionalista Rafael Bergamín y la guerra obligó a suspender las obras, finalmente fueron inaugurados seis años después, llegando a tener en su período de máxima actividad 225 empleados. Antes de que las obras fueran suspendidas durante la guerra, Gustavo Pittaluga había sido nombrado director musical de los estudios.
Produjeron Marcelino, pan y vino, ganadora del Oso de Plata en la Berlinale, y en sus cinco platós se grabaría Muerte de un ciclista, La aldea maldita, Fortunato, Goyescas, El abanderado, Feliz el fracasar, Campeones, Éramos siete a la mesa, La rueda de la vida, Te quiero para mí y La pródiga. El complejo constaba de tres estudios: dos de 600 metros cuadrados y un tercer de 2500 metros cuadrados, siendo uno de los espacios de grabación más grandes de Europa. En ellos trabajaría como ayudante de electricista Francisco Rabal antes de ser conocido como actor y el productor Pedro Masó como botones.
Pertenecieron a José Luis Navasqüés, abuelo materno de José Luis Martínez -Almeida, hasta 1959, cuando los compró Samuel Bronston por 80 millones de pesetas, pasando a llamarse Estudios Bronston.
Entre 1988 y 2015, los estudios fueron propiedad de RTVE con la denominación de Estudios Buñuel albergando el rodaje de programas televisivos de gran popularidad como los concursos "Un, dos, tres...", "Gran Prix del verano", "La noche de los castillos", "¿Qué apostamos?" o "Mastechef".
Se demolierion en 2015, dando lugar a una promoción de viviendas.

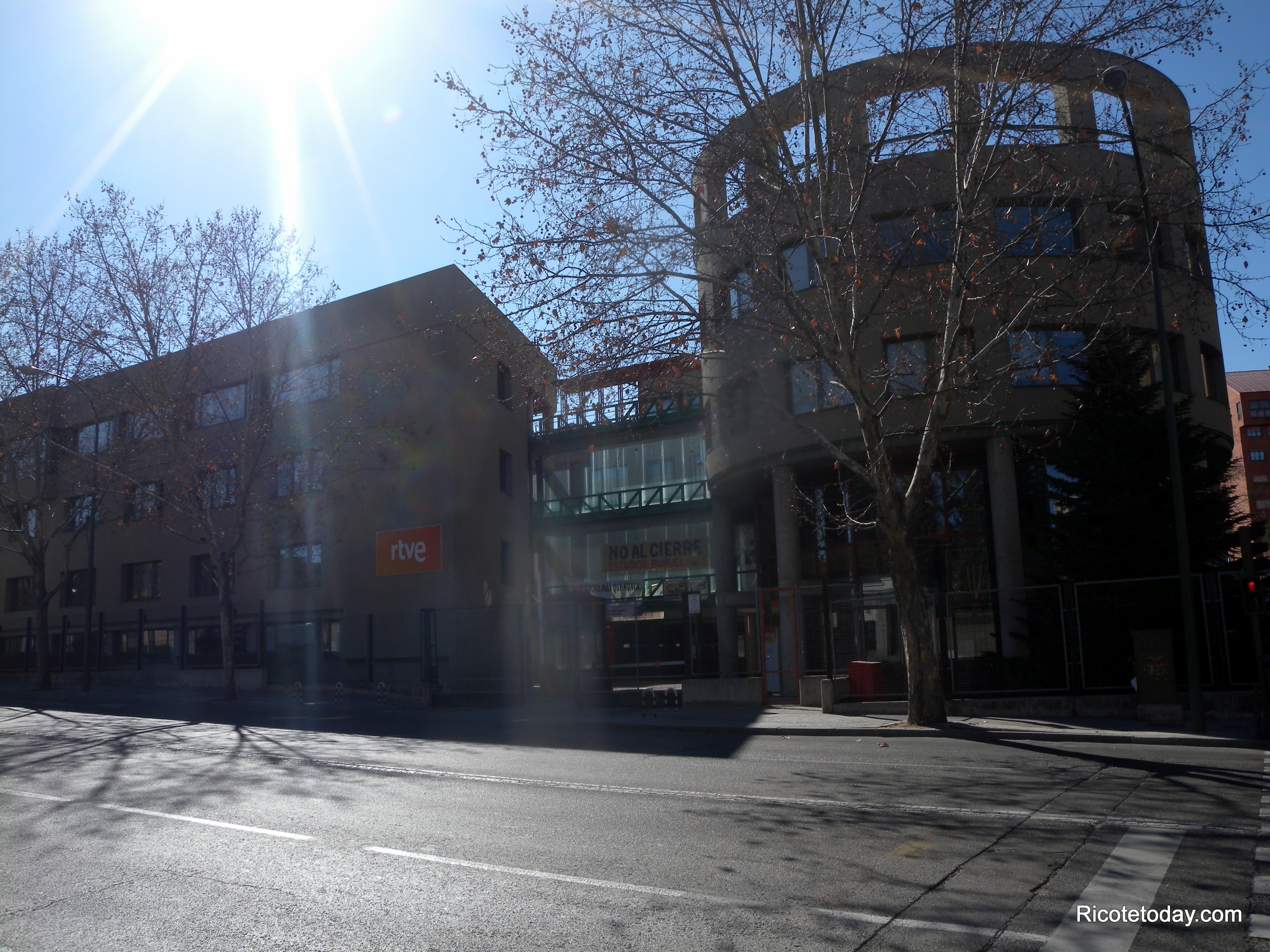
El complejo de los Estudios Chamartín, en su etapa como Estudios Buñuel de RTVE.

## Distinciones
Por Marcelino pan y vino:
- Festival de Cine de Berlín (Oso de Plata, 1955)
- Premio del Sindicato Nacional del Espectáculo (1955)